# 三重県立桑名北高等学校
三重県立桑名北高等学校（みえけんりつくわなきたこうとうがっこう）は、三重県桑名市にある県立の高等学校。

## 設置学科
普通科
二つのクラスに大きく分けられ、就職を目標とするチャレンジクラスと、大学進学を目標とするカレッジクラスに分けられる。
チャレンジクラスでは、二年次に子供とのふれあいを授業とするコミュニケーションクラスへ変わっていく。
カレッジクラスは、週2回七限の授業があり、火曜、木曜の二回。普段の日は六限の授業数である。

## 沿革
- 1980年（昭和55年） - 桑名市北部の下深谷で開校する。

## 交通アクセス
- 養老鉄道養老線下深谷駅下車、徒歩8分。